# 天主教阿洛陶-西德亞教區
天主教阿洛陶-西德亞教區（拉丁語：Dioecesis Alotauna-Sideiana）是巴布亞紐幾內亞一個羅馬天主教教區，屬莫爾茲比港總教區。
1946年6月13日設薩馬賴宗座監牧區，1956年11月11日升為代牧區。1966年11月15日升為教區。1975年4月28日易名至今。
教座駐於阿洛陶。2012年有教友43,845人（佔轄區總人口17.1%）、十七個堂區、二十名司鐸。現任教區主教為羅蘭多·桑托斯。